# Fotogrammi d'argento 1998
La 48ª edizione dei Fotogrammi d'argento, assegnati dalla rivista spagnola di cinema Fotogramas, si è svolta il 2 marzo 1998.

## Premi e candidature

### Miglior film spagnolo
- La buona stella (La buena estrella), regia di Ricardo Franco

### Miglior film straniero
- L.A. Confidential, regia di Curtis Hanson  ·   Stati Uniti

### Fotogrammi d'onore
- Fernando Fernán Gómez

### Miglior attrice cinematografica
- Ángela Molina - Carne trémula
- Aitana Sánchez-Gijón - La camarera del Titanic
- Maribel Verdú - La buona stella (La buena estrella)

### Miglior attore cinematografico
- Javier Bardem - Carne trémula e Perdita Durango
- Jordi Mollà - La buona stella (La buena estrella)
- Antonio Resines - La buona stella (La buena estrella)

### Miglior attrice televisiva
- Lydia Bosch - Medico de familia
- Lina Morgan - Hostal Royal Manzanares
- Emma Suárez - Querido maestro

### Miglior attore televisivo
- Imanol Arias - Querido maestro
- Emilio Aragon - Medico de familia
- Fernando Valverde - Todos los hombres sois iguales

### Miglior attrice teatrale
- Charo Lopez - Tengamos el sexo en paz
- Anabel Alonso - Frankie y Johnny
- Amparo Larrañaga - Deciamos ayer

### Miglior attore teatrale
- José Sacristán - El hombre de La Mancha
- Karra Elejalde - La Kabra tira al Monte
- Joel Joan - Soc Lletja

### Miglior cortometraggio
- Miranda hacia atrás, regia di Pedro Paz